# Nakovanj
Nakovanj – wieś w Chorwacji, w żupanii dubrownicko-neretwiańskiej, w gminie Orebić. W 2011 roku liczyła 3 mieszkańców.